# Louis-Jacques Phélines de Villiersfaux
Louis-Jacques de Phélines, seigneur de Villiersfaux et de Bois-Besnard, est un militaire et homme politique français né le 1er septembre 1747 à Villiersfaux (Loir-et-Cher) et décédé le 3 janvier 1799 à Port-Nord-Ouest, aujourd'hui Port-Louis (Ile Maurice).

## Biographie
Fils de Louis de Phélines, seigneur de Villiersfaux et autres lieux, et de Marie-Michelle-Anne-Charlotte de Saint-Meloir, il appartient, sous l'Ancien régime, aux armées du roi, comme capitaine au corps du génie. 
Il est député de la noblesse aux États généraux de 1789 pour le bailliage de Blois. Il est l'un des premiers à se réunir au tiers état.
Marié à Marie Elisabeth de Chabot, il est le beau-père de Louis Elisabeth Mirleau d'Illiers.

## Sources
- « Louis-Jacques Phélines de Villiersfaux », dans Adolphe Robert et Gaston Cougny, Dictionnaire des parlementaires français, Edgar Bourloton, 1889-1891 [détail de l’édition]